# Llobí
Llobí, tramús, tramús blanc, llobí blanc (Lupinus albus) és el nom d'una planta herbàcia del gènere Lupinus i família de les Fabaceae, i del seu fruit, que és un llegum de consum popular. El nom tramús, en plural tramussos —molt usat al País Valencià i Catalunya— deriva de l'àrab at-turmus, que a la vegada prové del grec θέρμος. No s'ha de confondre amb el llúpol o la guixa, Lathyrus sativus, una espècie de planta diferent.
Inclou diverses espècies que creixen de manera salvatge a les zones costaneres prop de la Mediterrània, que contenen alcaloides que fan que els seus fruits siguin molt amargants i que cal no menjar perquè a més són tòxics. Alguns altres tipus de llobins domesticats (sense alcaloides, obtinguts creuant diferents espècies) es cultiven arreu d'Europa per a millorar la qualitat del sòl, per a obtenir farratge per al bestiar i en alguns indrets per a menjar-ne el gra, que té un aspecte semblant al blat de moro però força més gran i arrodonit.
El llobí groc (Lupinus luteus) és de la mateixa família i se sol cultivar i utilitzar en les mateixes zones que el llobí (blanc). Són molt similars entre ells, essent la diferència més evident el color de la flor, que és blanquinosa en el llobí blanc i d'un color groc molt viu al llobí groc. El tramús fètid (Anagyris foetida), també conegut com a "herba dels ballesters", és un arbust que presenta algunes semblances amb el veritable tramús.

## Morfologia

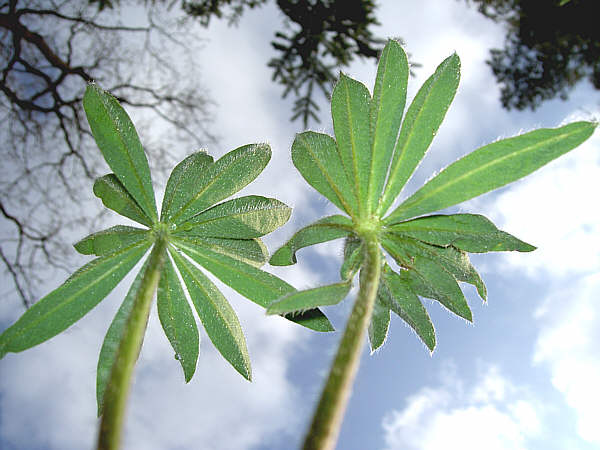
Fulles de llobí

És una planta herbàcia anual que pot mesurar fins a mig metre d'alçada com a màxim. Les seves fulles són petites i palmades, formades per entre cinc i setze folíols segons l'espècie, i lleugerament piloses. A la primavera treu unes flors d'olor agradable, blanques o de vegades blavoses, que tenen forma de papallona i estan disposades en forma de llargues espigues, que poden tenir fins a un pam d'alçada. El fruit, que creix en forma de beines verdes, com les mongetes, les faves i els pèsols, conté grans rodons, de color groc i de prop d'un centímetre de diàmetre.
La planta del llobí és fixadora de nitrogen amb arrel pivotant profunda. Contràriament a la majoria de les lleguminoses, és una planta de terrenys àcids.

## Usos

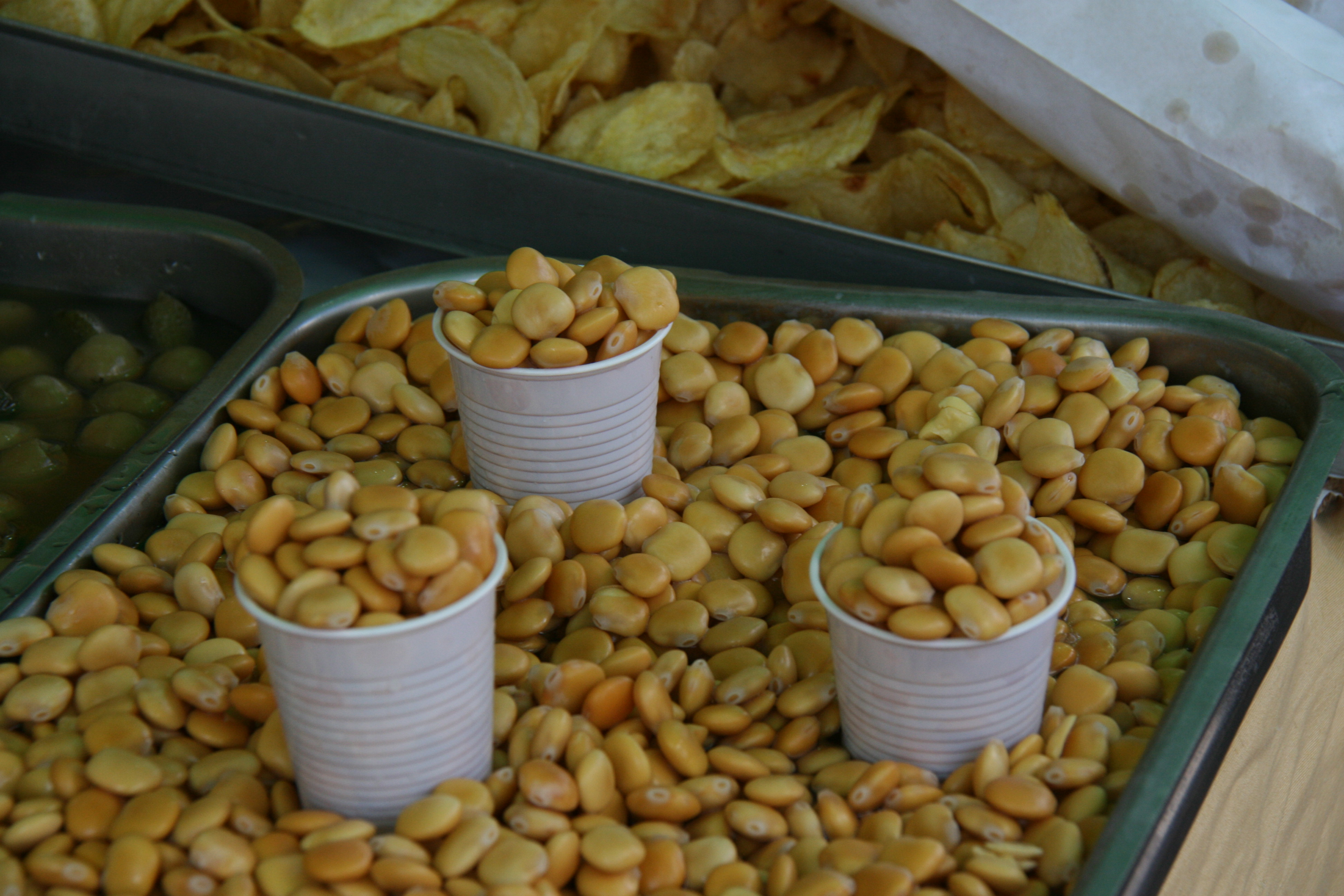
Tramussos per picar, com a llaminadura

Com a lleguminosa conreada el tramús és d'importància secundària. Els llobins cultivats són varietats modificades pels humans per creuament, a partir de les salvatges, per a treure els alcaloides presents en aquestes, que no només fan que la planta i el fruit sigui amargant sinó que els fan tòxics. Al continent europeu es fan servir per a fer més fèrtils els camps de conreu perquè els llobins tenen la capacitat de fixar el nitrogen a terra. A més la planta es pot usar després com a farratge per a fer pinsos pel bestiar.
Els fruits es poden menjar amb el seu embolcall, que és fi, tot i que una mica dur, encara que hi ha gent que el trenca amb les dents. En algunes cultures mediterrànies, com per exemple als Països Catalans, a Portugal, Itàlia, etc., es menja el gra cuit, que de vegades en ven en paradetes com a llaminadura o s'ofereix als bars populars per a acompanyar el vi o la cervesa. A la península Ibèrica es venen ja cuits, en bossetes, als supermercats.

## Nutrició
Les llavors tenen un considerable valor proteínic (43%), una bona proporció de fibra (25,5%) i una adequada quantitat de sucres (13,5%) i sals minerals, principalment cobalt, fòsfor i potassi (5,5%).

## Gastronomia

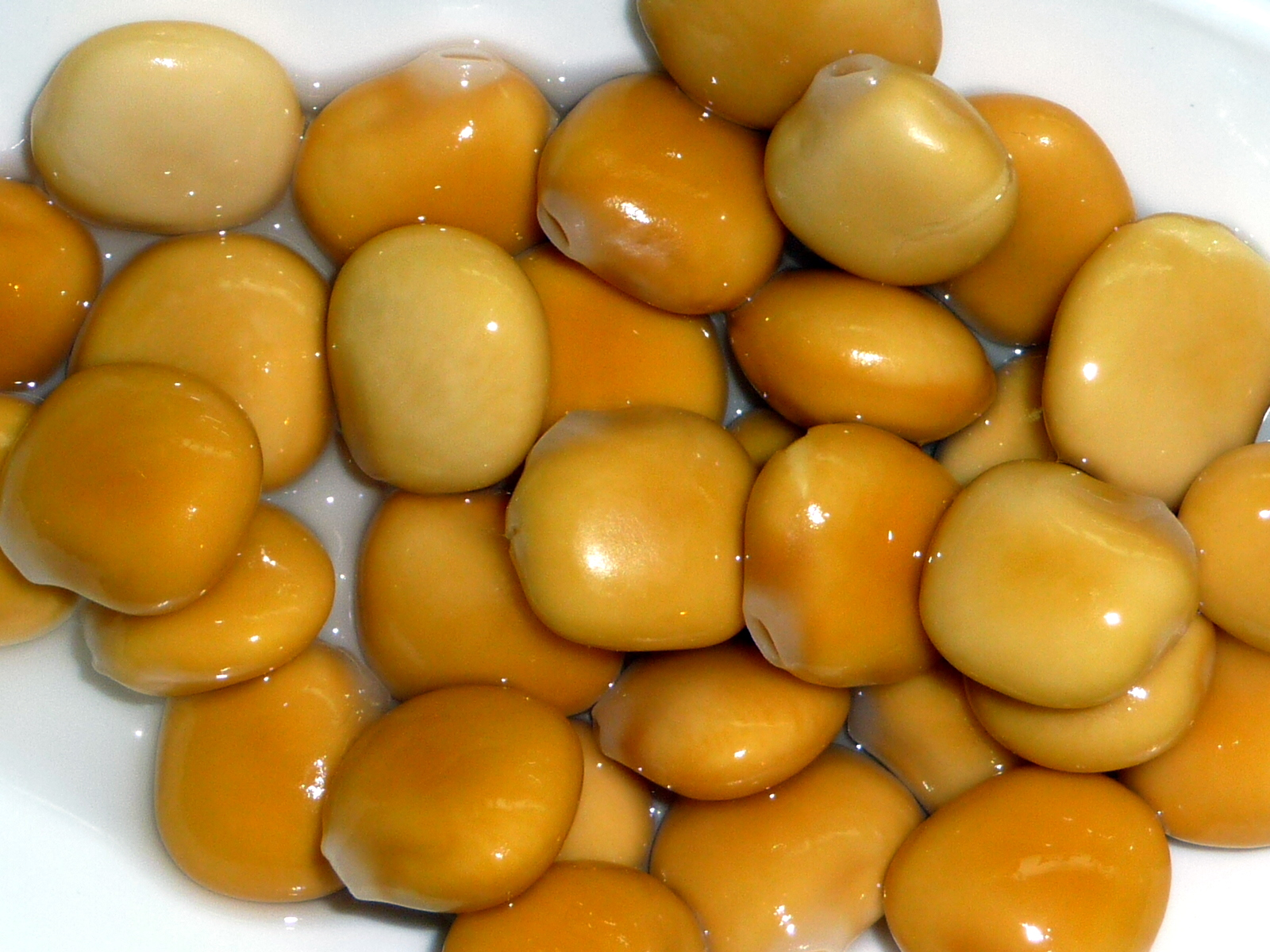
Tramussos preparats per a un aperitiu

Tradicionalment, era un àpat típic a les fires d'estiu, que es podia trobar en remull en palancanes al mateix lloc on venien xufles i llaminadures de baix preu. En alguns bars se serveixen per a acompanyar les begudes o de vegades com a aperitiu, com a alternativa o complement a unes olives o uns fruits secs, per exemple.
Una manera tradicional de preparar-ho és fer-lo macerar en una barreja d'oli d'oliva, vinagre, pebrot, all i julivert; o simplement macerats en aigua amb sal (salmorra).

## Toxicitat
Els tramussos salvatges contenen alcaloides d'efecte neurotòxic. Aquest efecte només es produeix si es menja el gra en sec, en força quantitat i durant molt de temps. El seu consum en la seva forma tradicional, després de posar-los en remull durant més de dotze hores, no suposa cap perill per la salut.